# Cratere Madrid
Madrid  è un cratere sulla superficie di Marte.